# 이희성 (축구 선수)
이승빈(李承豳, 1990년 5월 27일 ~ )은 대한민국의 축구 선수로, 포지션은 골키퍼이다. 현재 K리그2의 안산 그리너스 소속이다. 현재 이름을 이희성에서 이승빈으로 개명하였다.

## 축구인 경력

### 선수 생활
2008년에는 챌린지리그에서 현대고를 정상으로 이끌며 골키퍼로서는 이례적으로 대회 MVP를 수상하는 영예를 안았다. 현대고 졸업 후 이희성은 울산의 우선지명을 받고 숭실대로 진학하여 숭실대를 2009년 전국대학축구대회 우승으로 이끌었으며 대회 최우수 GK에 선정되는 맹활약을 펼쳤다.
2011 K리그 드래프트를 통해 울산 현대에 입단했으나 김영광과 김승규에게 밀려 출전하지 못했다. 2011 시즌부터 2013 시즌까지 한 경기도 출전하지 못한 이희성은 J2리그 감바 오사카 입단을 고려하였으나 결국 2013년 7월 울산 현대미포조선 돌고래 축구단에 임대되어 팀의 내셔널리그 우승에 일조하였다.
임대를 마치고 팀에 복귀한 이희성은 김영광이 2014시즌 시작 전에 경남으로 임대를 떠나자 팀의 2번째 골키퍼 자리를 맡았다. 그러나, 이번에도 김승규에게 밀려 한 동안 출전하지 못하다가, 김승규가 인천 아시안게임 대표팀 와일드카드로 차출되어 한 달 동안 팀을 떠나자, 9월 7일에 열린 경남과의 리그 홈 경기에서 선발 출전하여 리그 데뷔전을 치렀다.
2015년 6월 17일 전주월드컵경기장에서 열린 전북과의 K리그 클래식 16라운드에서 시즌 첫 선발출전을 하였으나, 전반 35분 수비 상황에서 이동국과 김치곤과 엇갈리는 상황에서 충돌하여 오른쪽 관자놀이 부근 뼈가 부러지고, 함몰되는 부상을 입어 김승규와 교체되어 나간 이후, 3개월 동안 경기에 뛰지 못했다.
2016시즌을 앞두고, 공익 복무를 위해 양주 시민 축구단에 입단하였다.
2017시즌부터는 파주시민축구단에서 활약하다가 2017년 12월 소집해제하여 울산으로 복귀하였다.
2018년 1월 8일 안산 그리너스 FC로 이적하였다.

### 선수 경력
- 2011년 ~ 2016년  울산 현대
- 2013년000000000 울산 현대미포조선 돌고래 (임대)
- 2016년000000000 양주 시민 축구단 (공익 근무)
- 2017년000000000 파주 시민축구단 (공익 근무)
- 2017년000000000 울산 현대
- 2018년 ~ 현재000 안산 그리너스

## 수상

### 팀

#### 울산 현대
- AFC 챔피언스리그 우승: 2012

### 개인
- 챌린지리그 MVP : 2008년
- 전국대학축구 대회 최우수 GK 상 : 2009년
- 내셔널리그 우승 : 2013년